# Hang Kho Mường
Hang Kho Mường hay Hang Dơi Kho Mường là hang ở vùng đất bản Kho Mường xã Thành Sơn huyện Bá Thước tỉnh Thanh Hóa, Việt Nam.
Hang thuộc dạng karst trong dãy núi đá vôi phu Kho Mường ở phía bắc bản Kho Mường, cách bản cỡ 2 km. Hang trong vùng lõi của Khu bảo tồn thiên nhiên Pù Luông. Các dãy núi đá vôi trong vùng Kho Mường còn giữ nguyên vẻ hoang sơ. Đặc biệt là khoang cửa hang khá rộng, không quá cao, nhiều nhũ đá to xen đá tảng chưa thu dọn. Phía trong có nhiều dơi cư trú nên mọi người gọi là hang Dơi, ít nhất có 4 loài dơi đã quan sát được.
Hang Kho Mường là một trong quần thể hang động đã phát hiện trong Khu bảo tồn thiên nhiên Pù Luông. Các khối núi đá vôi được hình thành từ khoảng 250 triệu năm trước làm nên hang động với các nhũ đá lớn. Hang có chiều dài khoảng 2,5 km về hướng bắc, có mối liên hệ với hệ thống sông ngầm và dẫn nước từ Kho Mường qua làng Pốn thuộc xã Lũng Cao. Bên trong hang còn có một bãi đất trống rất rộng trông như một sân bóng chuyền tự nhiên ở một ngách hang, và là một trong những điểm nhấn của hang.